# Žena filmového kritika
Žena filmového kritika je divadelní komedie – adaptace stejnojmenného blogu, později vydaného knižně a oceněného Magnesií Literou 2019.  Režisérem a spoluautorem je Tomáš Dianiška alias F. X. Kalba. Motto kusu slibuje popkulturní grotesku o ženě a intelektuálovi, filmech, lásce, snech a průserech; prvně byl uvedena na alternativní scéně studia Palm OFF Divadla pod Palmovkou 21. a 22. září 2023.

## Recenze
- Kateřina Farná, Právo  75 %[1]
- Tomáš Šťástka, MF Dnes  80 %[2]